# Príncipe Masanari
El Príncipe Masanari (雅成親王 Masanari-shinnō?,  20 de octubre de 1200 - 19 de marzo de 1255) fue un príncipe de la Familia Imperial de Japón y poeta que vivió a comienzos de la era Kamakura. Su padre fue el Emperador Go-Toba y su madre fue la dama de honor Fujiwara no Shigeko de Shumei Mon In y posteriormente fue adoptado por la Princesa de Sen'yō Mon In, hija del Emperador Go-Shirakawa. Sus hermanos fueron el Emperador Juntoku, el Emperador Tsuchimikado y el Príncipe Dōjonyūdō; su esposa fue la hija de Koga Michiteru y tuvo como hijo al príncipe y monje budista Chōkaku Hosshinnō. Recibió el título de Rokujō-no-Miya y es considerado uno de los treinta y seis nuevos inmortales de la poesía.
En 1204 recibió la proclamación imperial que lo nombraba como príncipe, en 1212 recibió la ceremonia del Genpuku y en 1213 contrae matrimonio. Luego del asesinato del shōgun Minamoto no Sanetomo en 1219, el shogunato Kamakura no tenía una cabeza visible quien lo gobernase y el Emperador Go-Toba reclamó por la restauración del poder imperial. El Príncipe Masanari apoyó a su padre durante la Guerra Jōkyū en 1221, en que se enfrentaron fuerzas imperiales y del shogunato, pero la victoria de los últimos condujo al exilio del príncipe a la provincia de Tajima (en la actual ciudad de Toyooka, en la prefectura de Hyōgo) bajo arresto domiciliario. Posteriormente, en 1226, se convierte en un monje budista. Después de la muerte de su padre en 1239, el shogunato le hizo una condonación y obtuvo posteriormente la libertad, hacia 1244 tanto él como su madre biológica residían en la capital, Kioto. Fallecería 11 años después.
Como poeta waka, escribió una colección personal de poesías, el Masanari-shinnō-shū (雅成親王集?). Algunos de sus poemas fueron incluidos en la antología imperial Shokugosen Wakashū, en total unos 33 poemas fueron incluidos en las diversas antologías imperiales.